# Rivière du Loup (vattendrag i Kanada, lat 46,09, long -70,65)
Rivière du Loup är ett vattendrag i Kanada.   Det ligger i provinsen Québec, i den sydöstra delen av landet, 400 km öster om huvudstaden Ottawa.
Omgivningarna runt Rivière du Loup är en mosaik av jordbruksmark och naturlig växtlighet. Runt Rivière du Loup är det ganska glesbefolkat, med 42 invånare per kvadratkilometer.